# Symbolický hřbitov obětí Tater

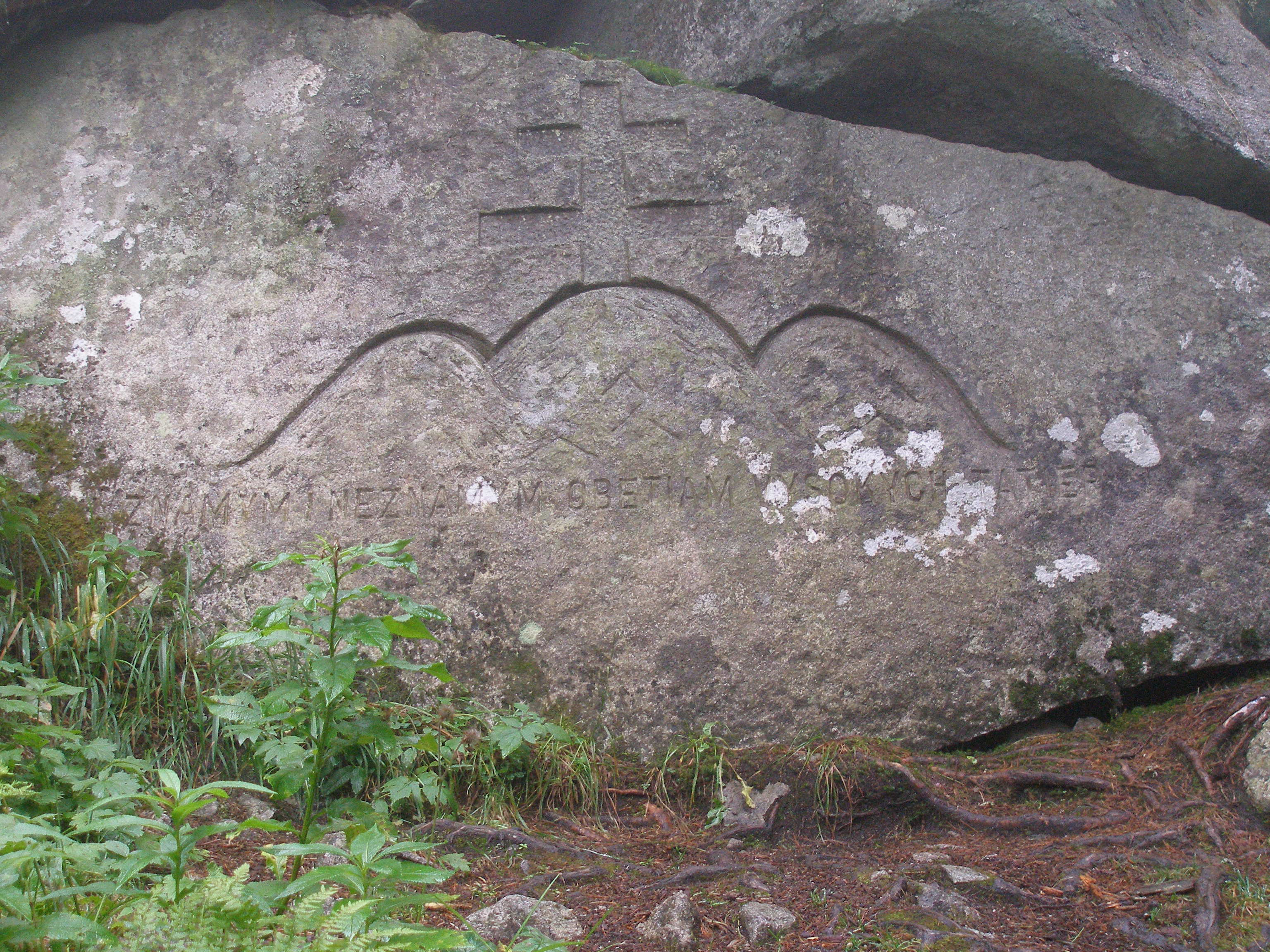
Symbolický hřbitov známých i neznámých obětí Vysokých Tater

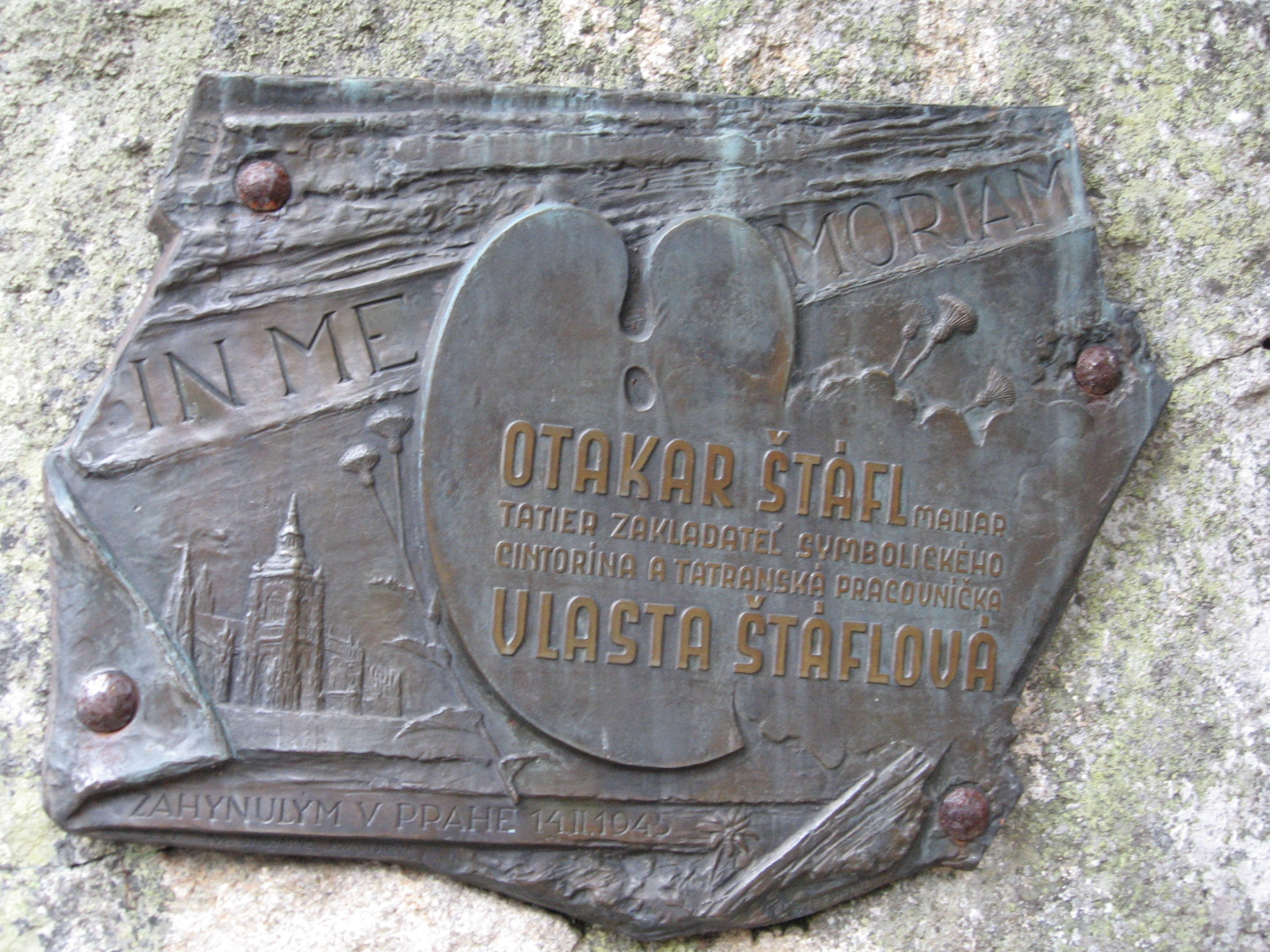
Pamětní deska na symbolickém tatranském hřbitově u Popradského plesa pod stěnou Ostrvy připomínající jeho zakladatele, manžele Štáflovy

Symbolický hřbitov u Popradského plesa pod strmou skalní stěnou Ostrvy (okres Poprad, Prešovský kraj, Slovensko) je místem, kde jsou na památku obětem Vysokých Tater umístěny pamětní desky se jmény lidí, kteří zahynuli ve Vysokých Tatrách, ale kde není nikdo pohřben.
Autorem myšlenky na vytvoření centrálního památníku tatranských obětí byl akademický malíř Otakar Štáfl z Prahy, společně s Alojzem Lutonským.
Projekt kaple vypracoval Ing. Róbert Vosyka z Popradu. První symbolické, ručně vyřezávané kříže jsou od řezbáře Jozefa Fekiače-Šumného z Detvy. Dřevořezbu v interiéru kaple udělal Ladislav Tfirst.
Založení hřbitova se datuje k roku 1936. Symbolický hřbitov byl vysvěcen 11. srpna 1940 a hned na to byl zpřístupněn veřejnosti. Za správu hřbitova odpovídají od roku 1995 Státní lesy Tatranského národního parku. Od roku 1970 je symbolický hřbitov zapsán v seznamu kulturních památek.

## Základní údaje
Podle údajů správce hřbitova bylo počátkem roku 2006 na symbolickém hřbitově 278 pamětních desek se 412 jmény obětí Vysokých Tater, které jsou umístěny do 7 sektorů (A, B, C, D, E, F, G). K uvedenému datu bylo v sektoru A 91 tabulí, B 20 tabulí, C 39 tabulí, D 38 tabulí, E 34 tabulí, F 15 tabulí, G 41 tabulí. Rázovitost tohoto místa kromě okolní tatranské přírody a limb, tvoří i vyřezávané, barevné detvanské kříže, kterých se zachovalo 56. Jejich autory a realizátory se stali bratři Josef a Ján Fekiačovi z Detvy. Ján Fekiač je protagonistou dokumentárního filmu STV Bratislava, který pod názvem Niesť svoj kríž realizoval v roce 1991 slovenský scenárista a režisér Fedor Bartko.

## Přístupová cesta
K symbolickému hřbitovu vede asfaltová cesta od zastávky tatranské tramvaje Popradské Pleso, kde lze zaparkovat autobusy a osobní automobily. Tuto cestu kopíruje  modrá turistická značka. Po 3,6 km a 1:05 hodiny odbočuje  žluté turistické značky do areálu Symbolického hřbitova a po stejné značce lze pokračovat až k Popradskému plesu.

## Fotogalerie

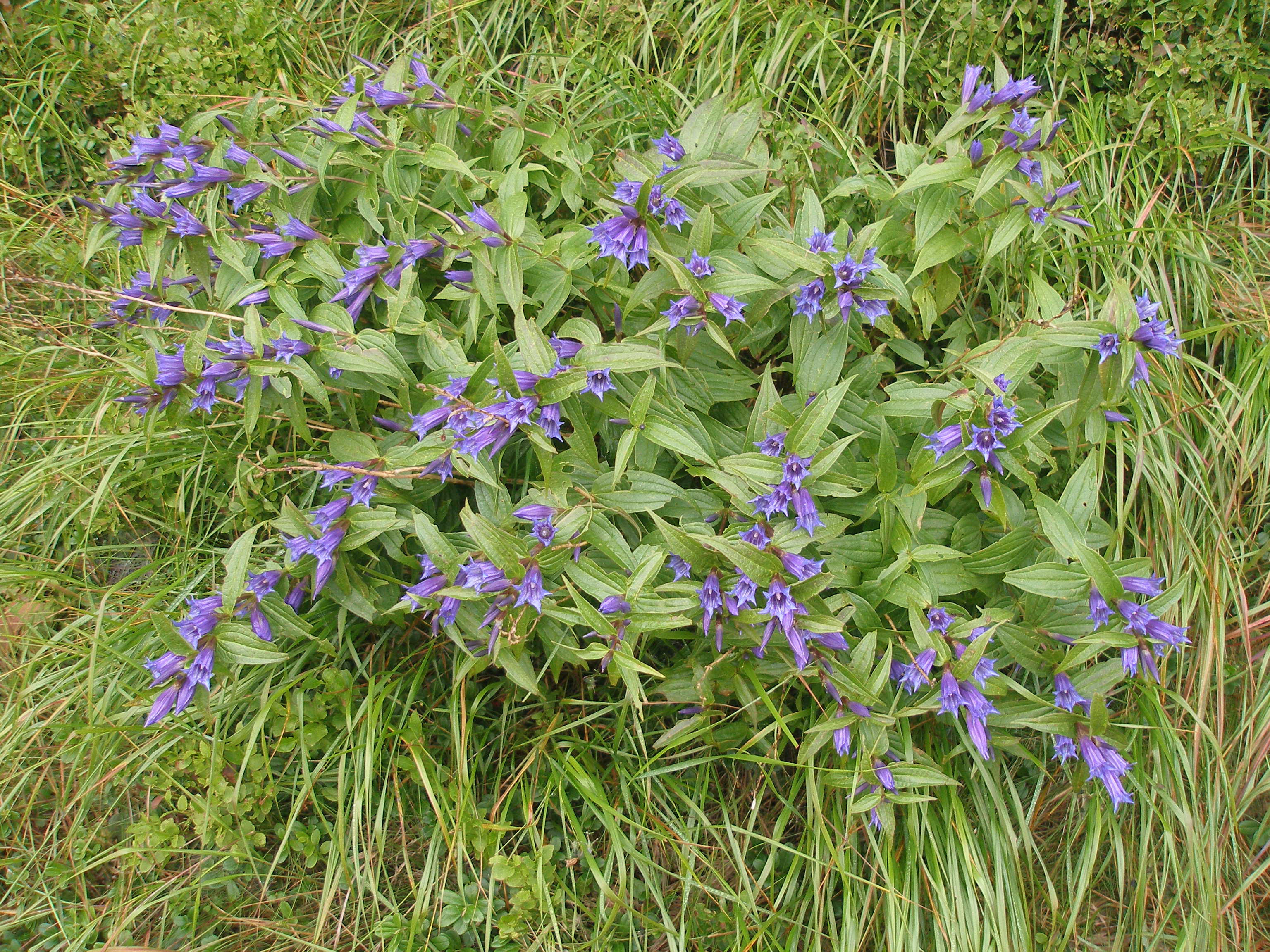
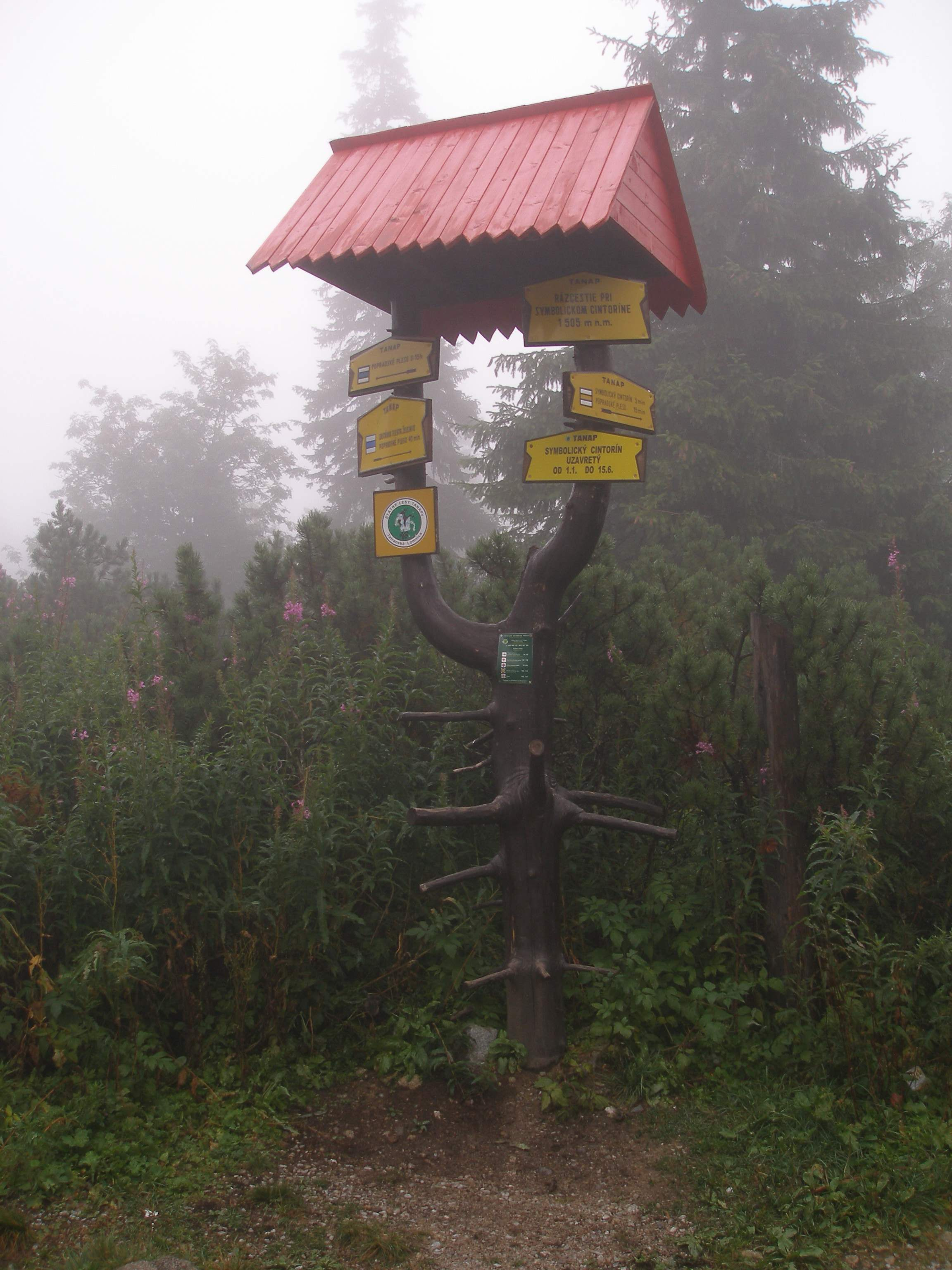
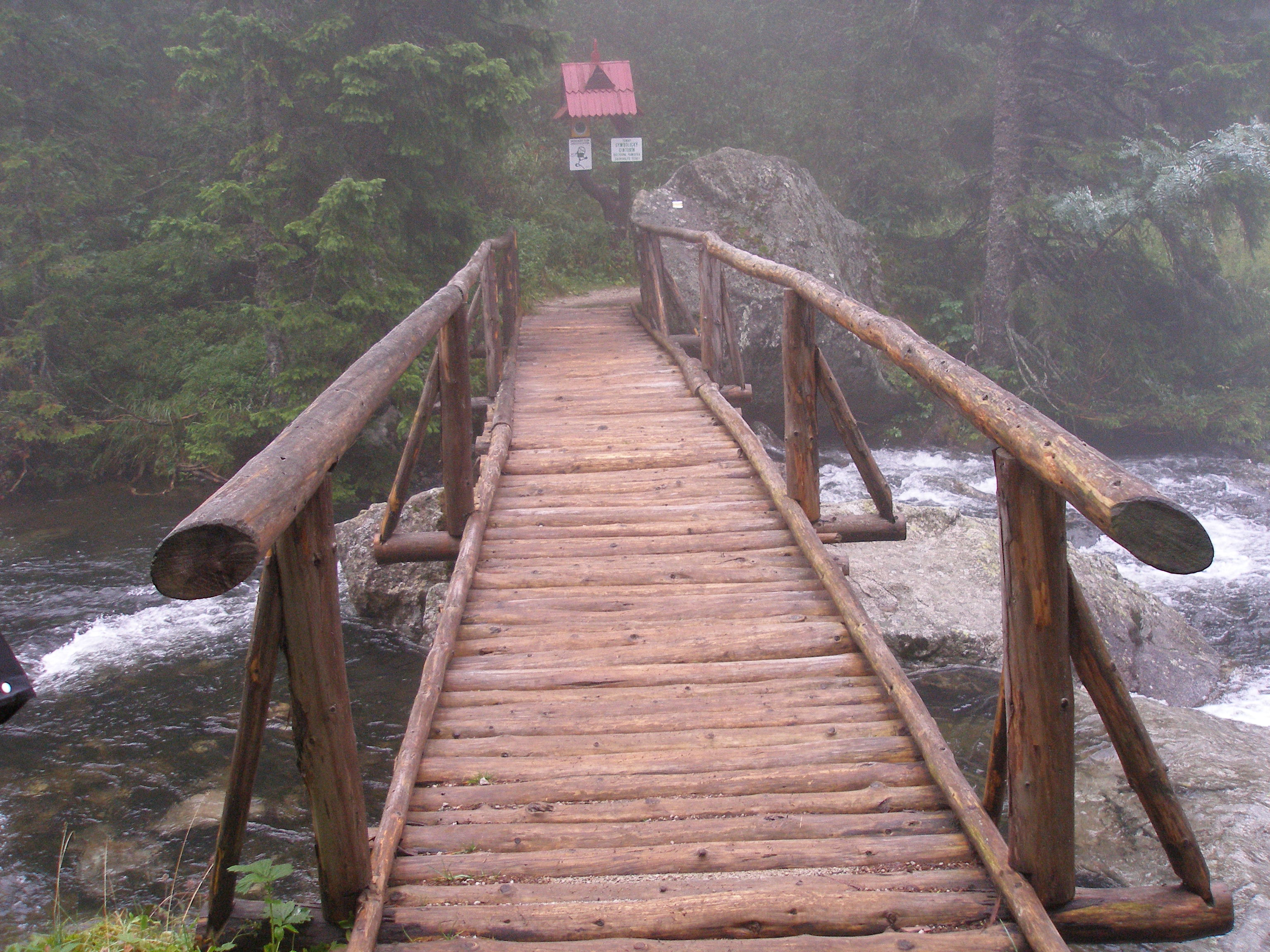
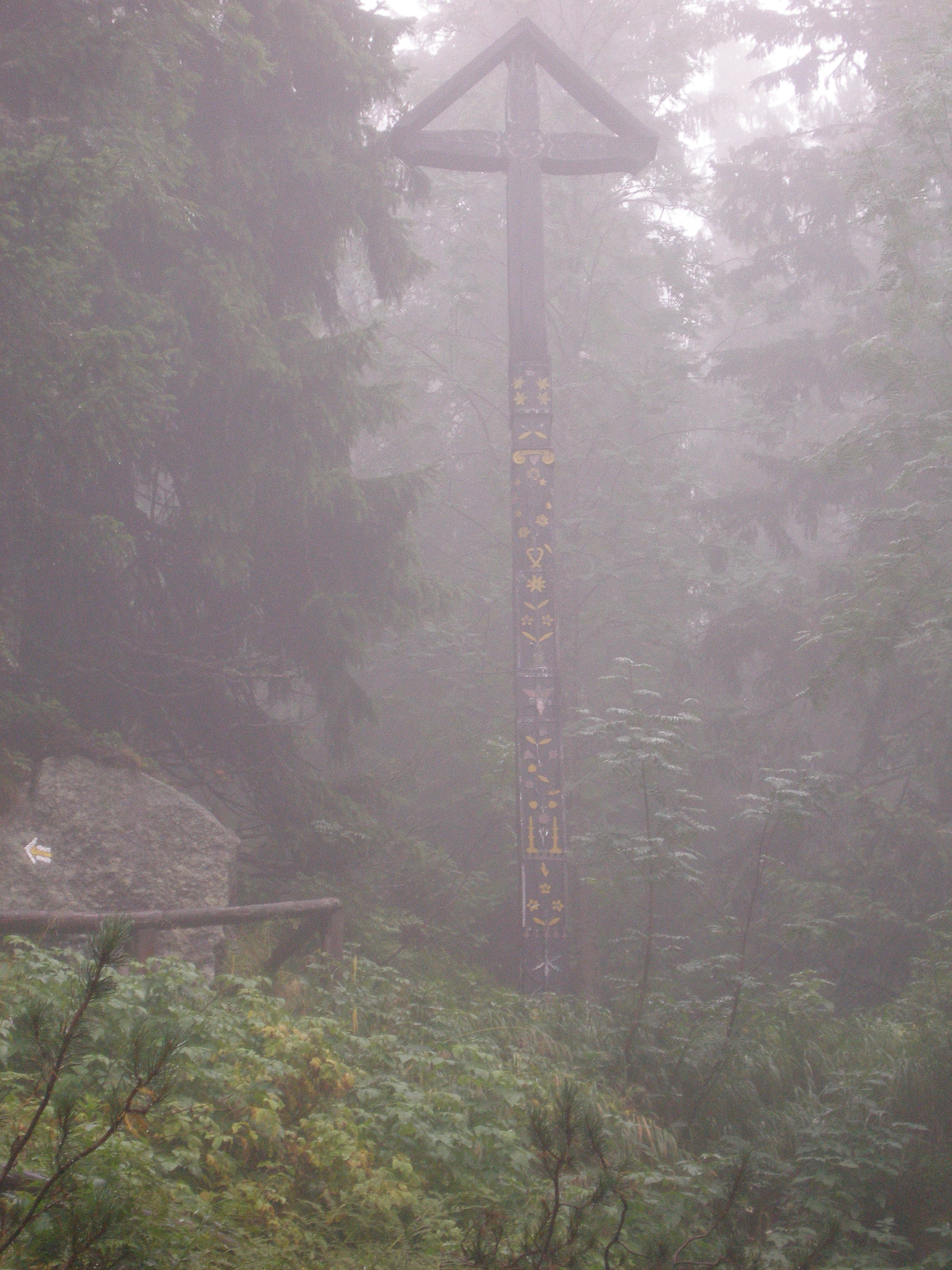
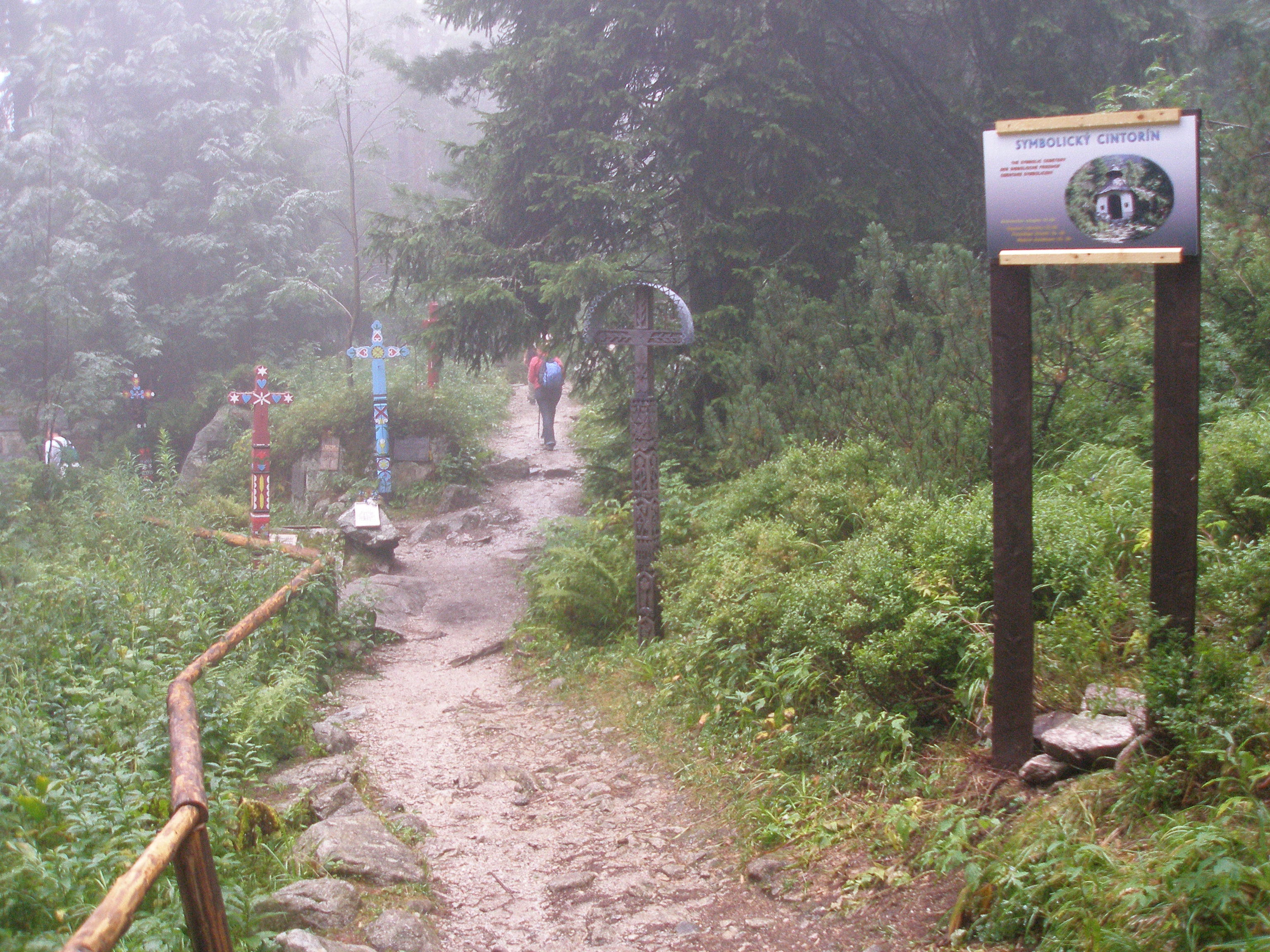
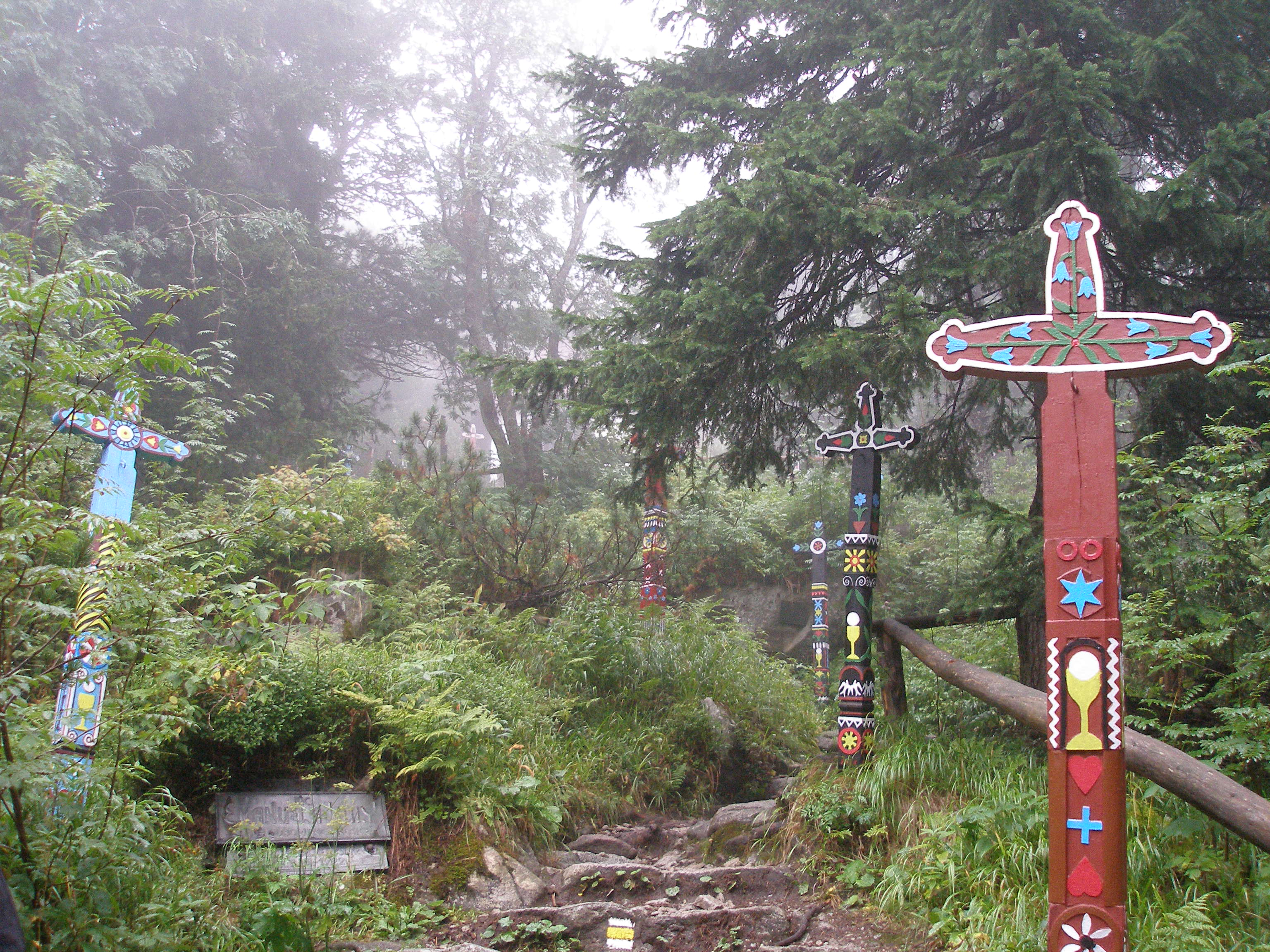
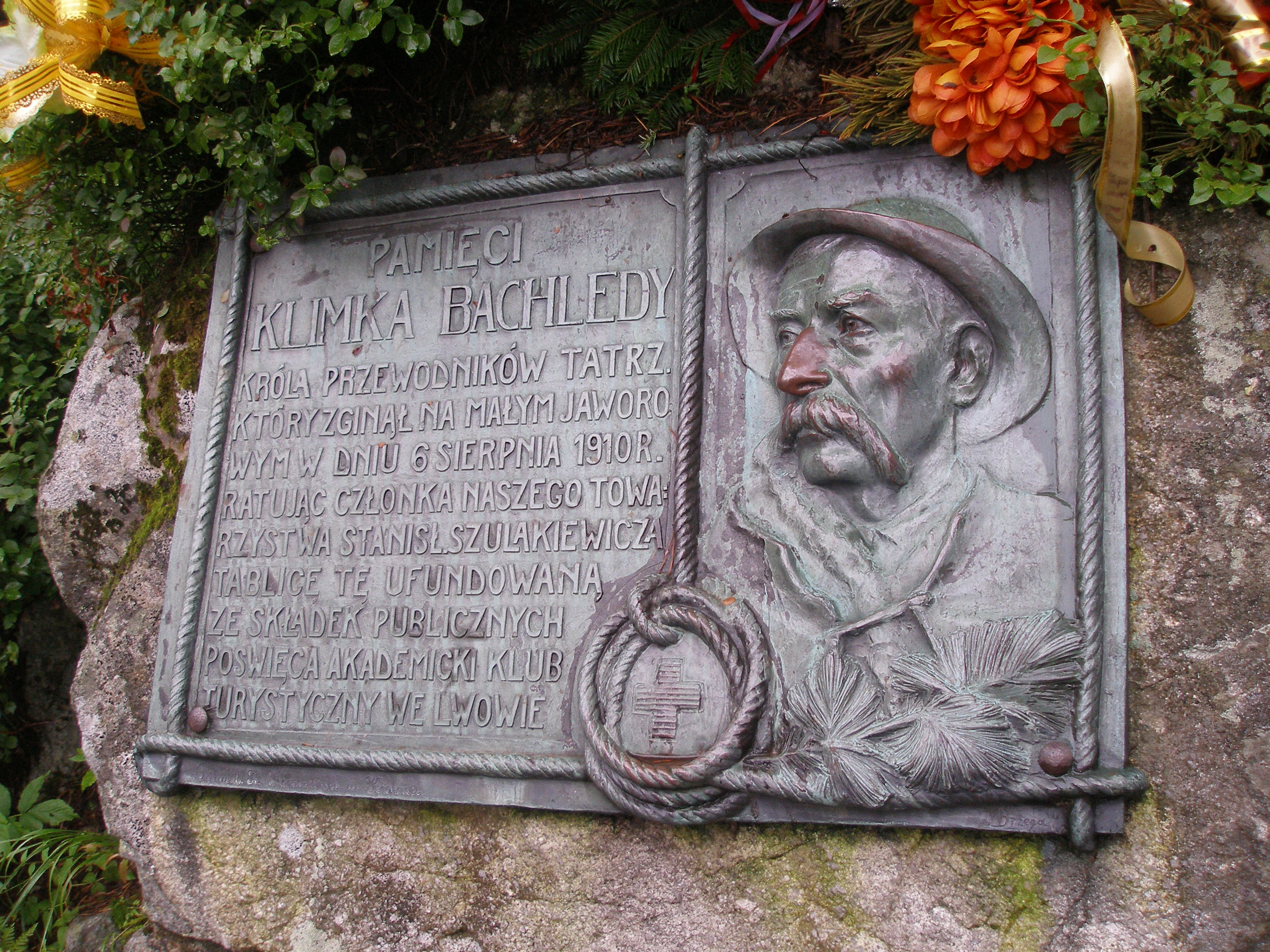
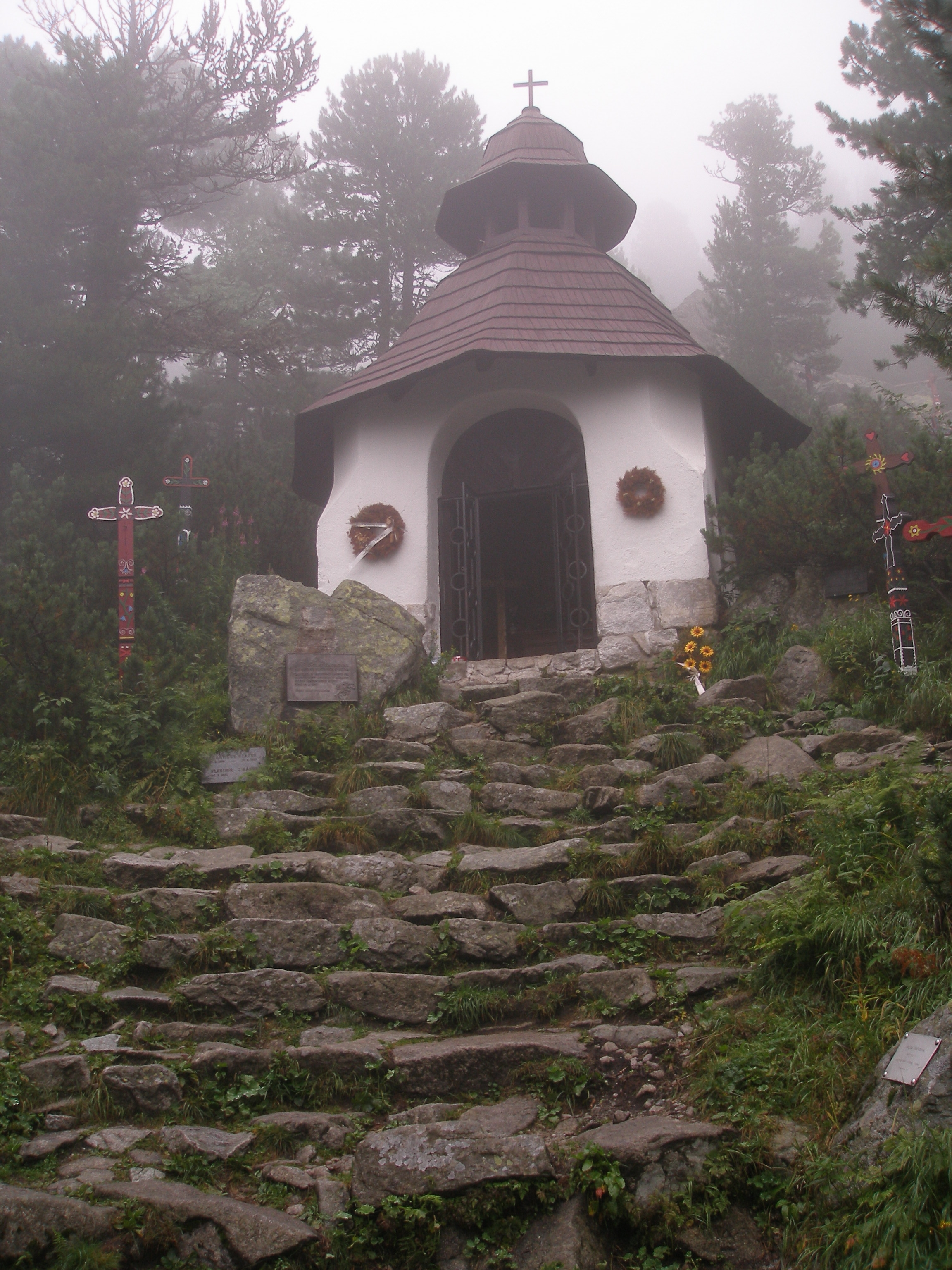
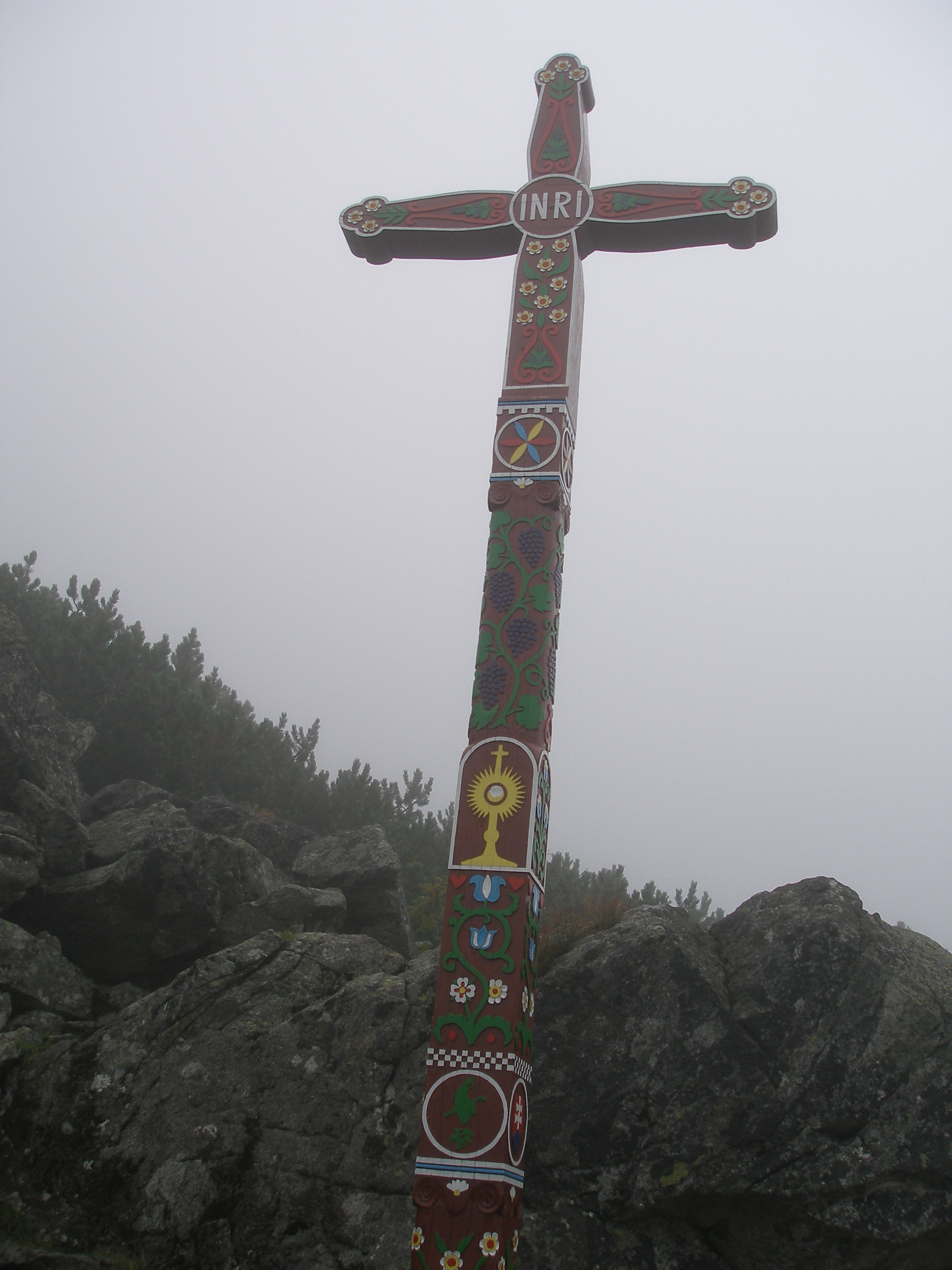
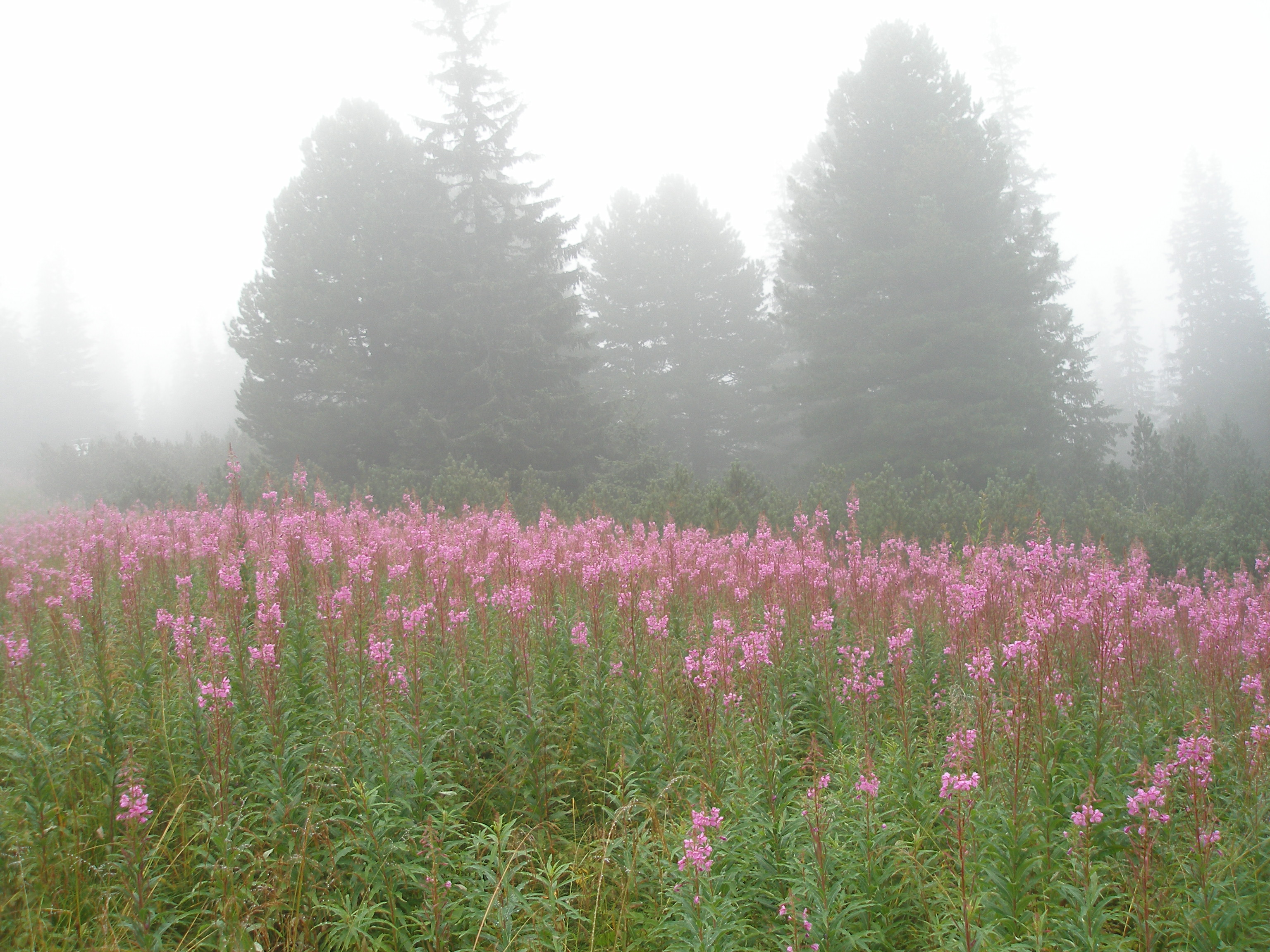
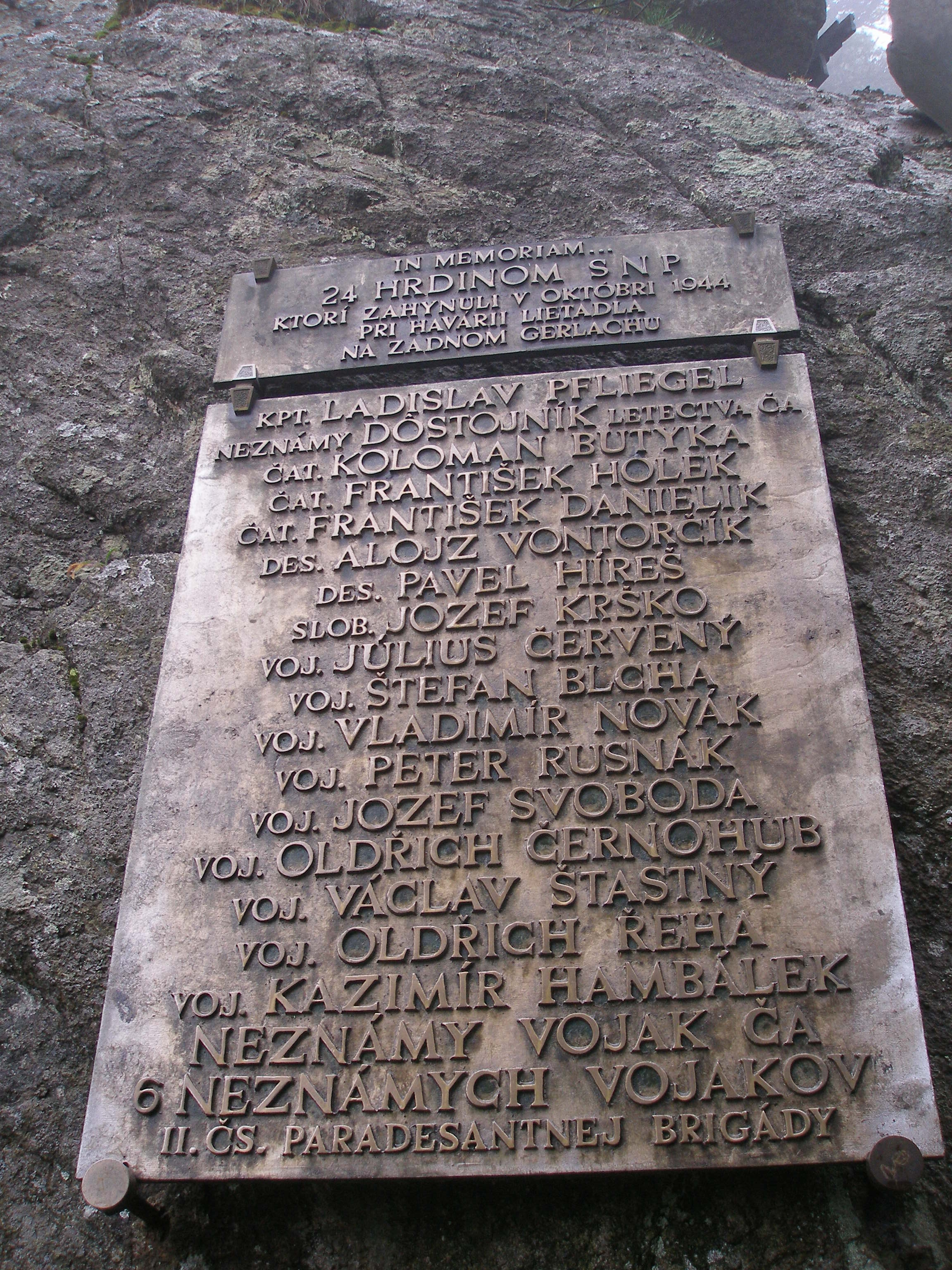
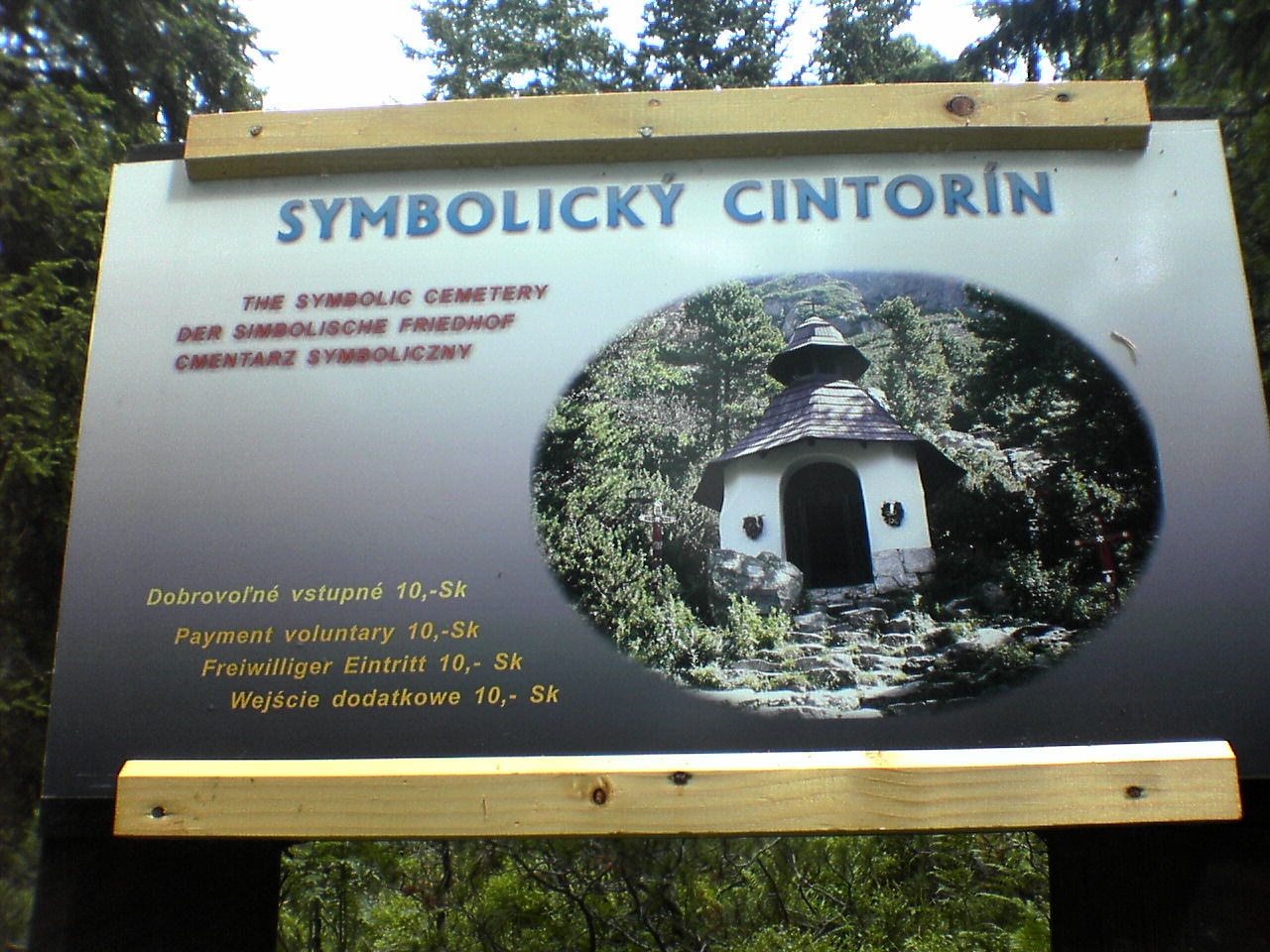
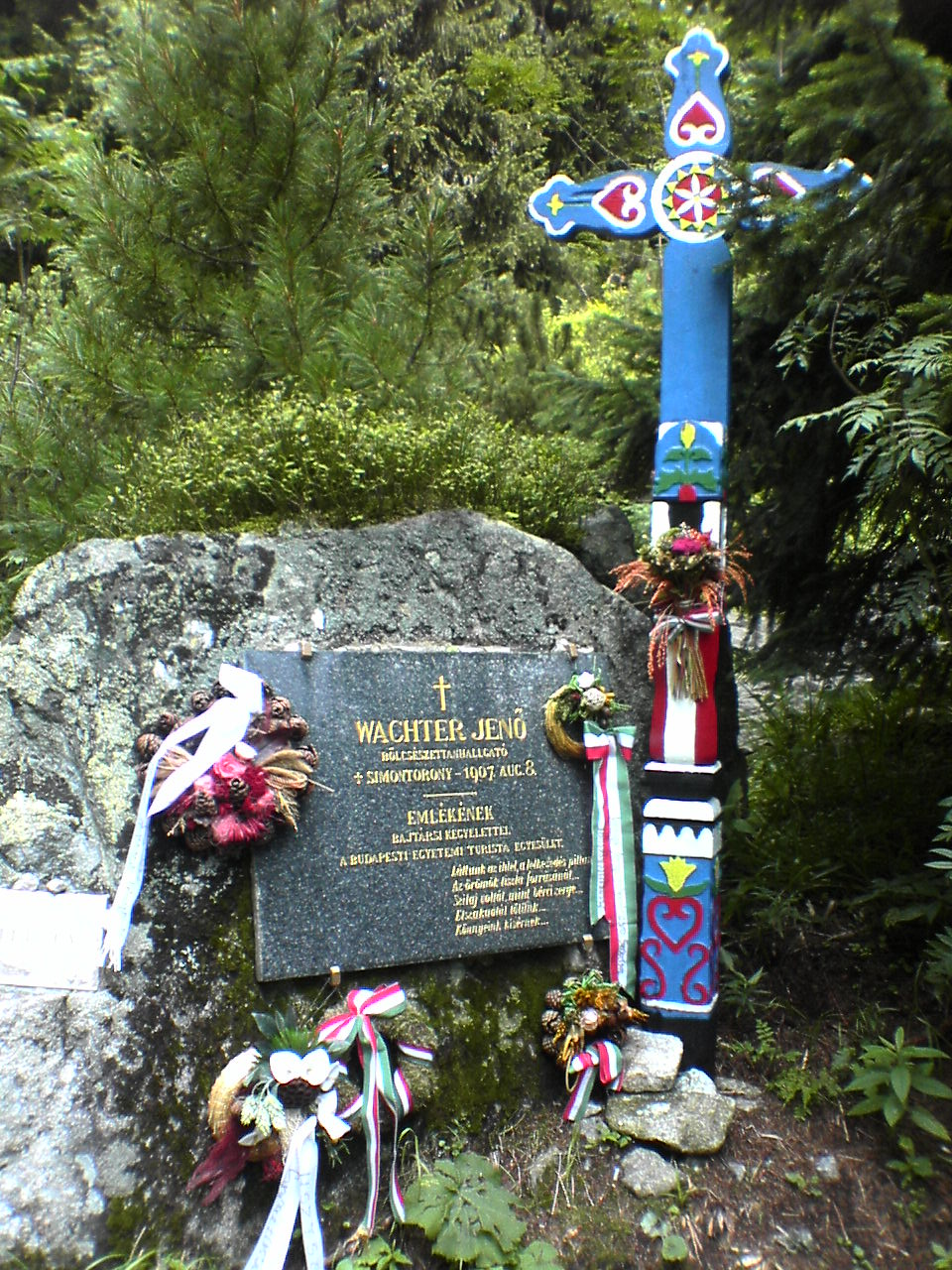
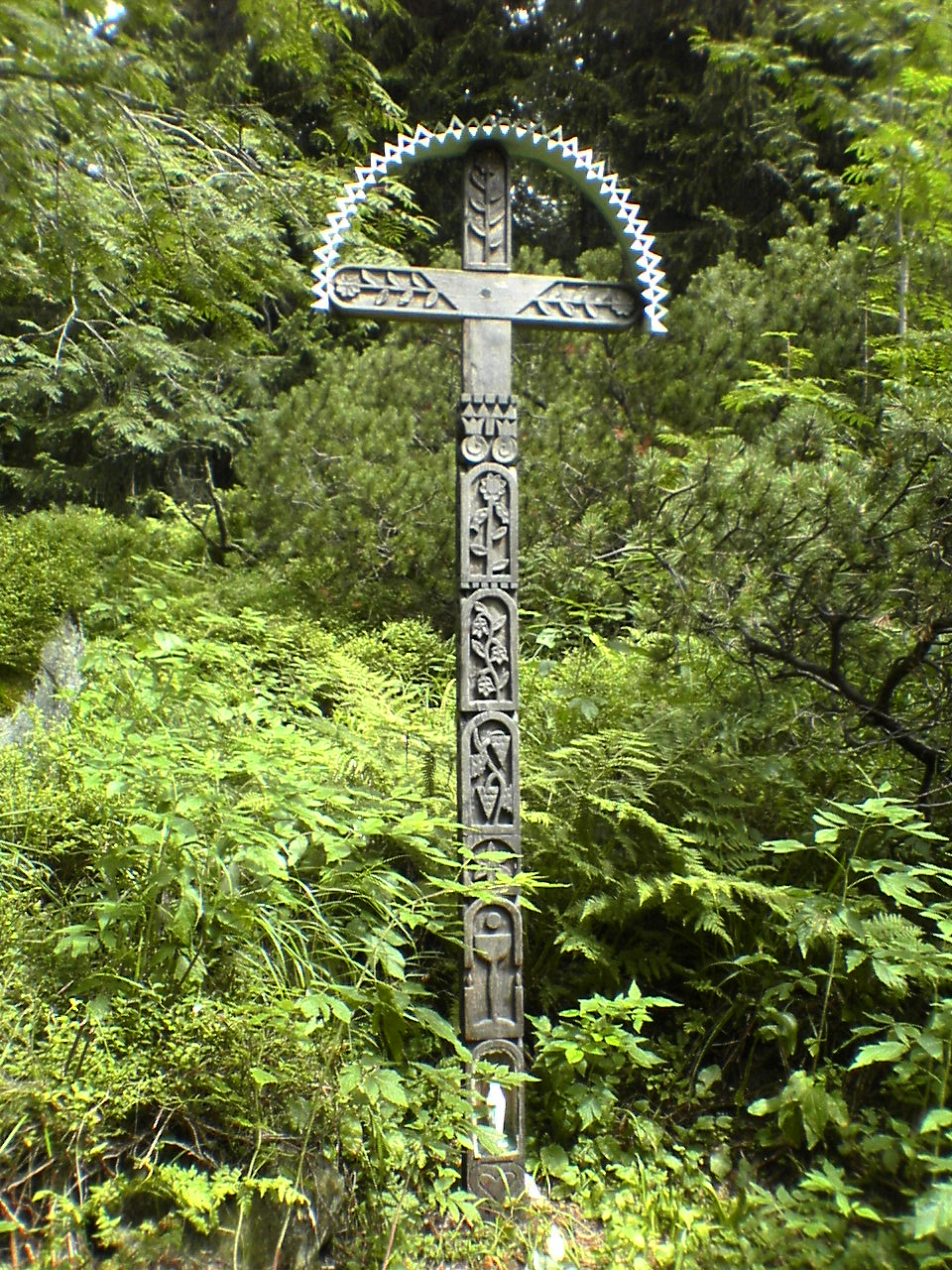
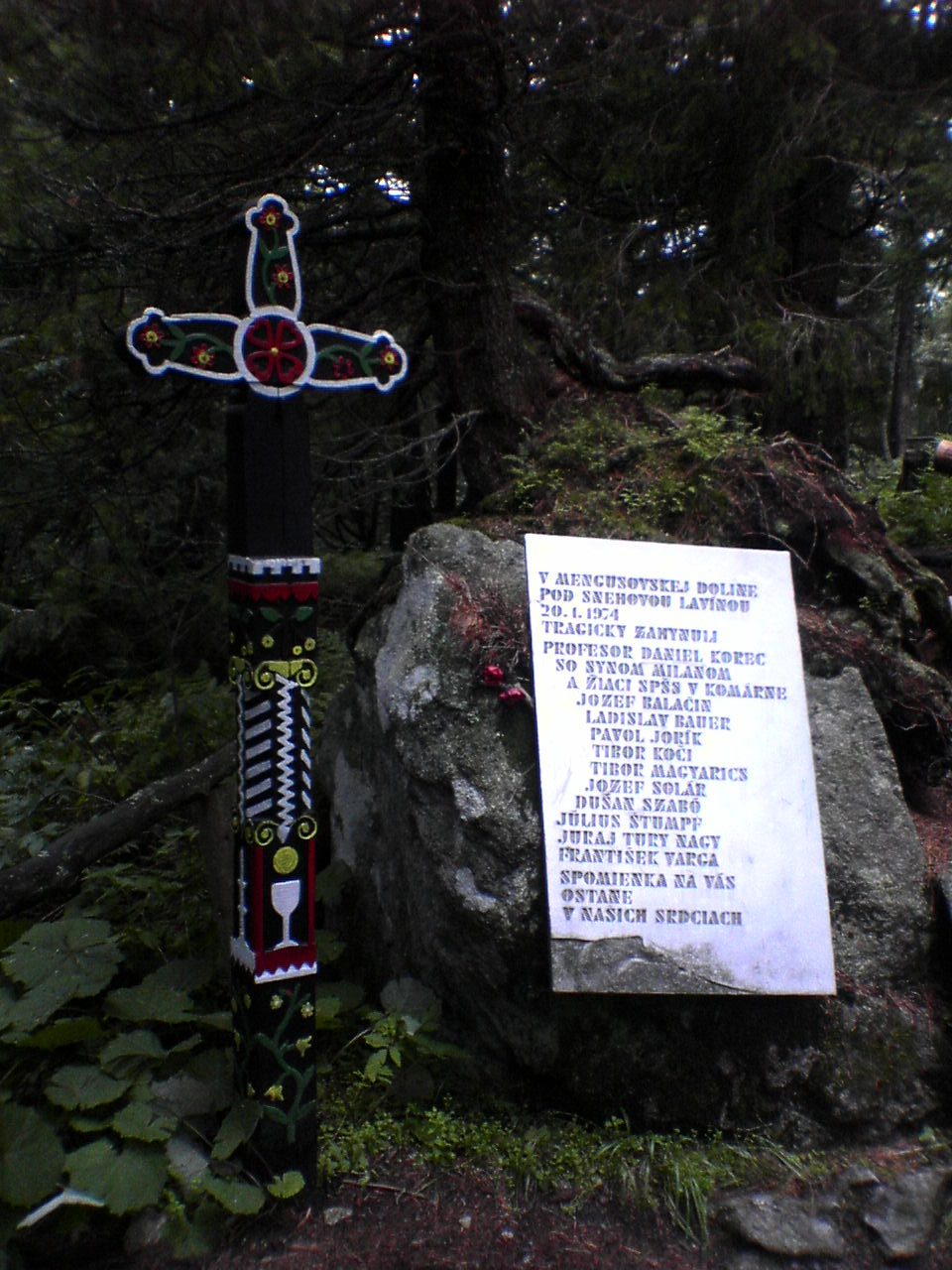